# 観世信光
観世 信光（かんぜ のぶみつ、旧字体：觀世 信光、宝徳2年（1450年） - 永正13年7月7日（1516年8月5日））は日本の室町時代の猿楽師（能楽師）、猿楽（能）作者。小次郎（こじろう）とも称する。

## 生涯
世阿弥の甥音阿弥の第七子として生まれる（生年については従来1435年といわれていたが、表章などの研究により、1450年説が有力である）。信光が生まれた頃には、観世座の主導権は世阿弥父子から音阿弥家へと移行しており、兄の四世観世正盛の死後、兄の子観世之重を補佐し、之重の死後は彼の子元広を補佐した。
音阿弥の弟・弥三郎に師事し、はじめ大鼓方をつとめていた。景徐周鱗の書いた「観世小次郎信光画像讃」や『四座役者目録』などによると、15歳の時、後花園天皇の御前での猿楽に参加し、天皇の扇を同席した足利義政の手添えで授けられるという栄誉を受けたといい、早くからその才能を表していた。
傍流の囃方という身ではあったが、時の観世大夫観世三郎之重が幼少であったため、それを助ける形で活発な活動を見せた。前述の『四座役者目録』は「乱舞道の名人」「諸道において暗きところなし」と評しており、囃方という枠にとらわれず、役者としても優れていたことが窺える。ことに彼の子孫にワキ方の役者が多かったことから、ワキの名人だったともいう（『四座役者目録』の記述を信用しない説もある）。
老境に至るまで大夫の補佐役として第一線で活躍し、「権守」の称号を受けた。乱世を越えて音阿弥家、ひいては観世流が栄える礎を作った人物として高く評価される。また晩年に書かれた「観世小次郎信光画像讃」ではその生涯とともに、観世家の出自が詳しく語られ、近代に至るまで観世家を語る上での基礎資料として認知されていた。能作者としても活動し、過去の謡曲の保存・継承にも心を砕き、二百余りの作品を「青表紙本」と呼ばれる形で整理したと伝えられる。
息子に長俊、信重、元供がいる。

## 能作者として
多くの作品を書いた。信光の作品は、おおむね華やかでわかりやすく劇的展開にみちている。ワキを活躍させて、前場でシテを舞わせることで動きの多い場面を多用した点も大きな特徴である。
「幽玄」を時に過剰なまでに追求した世阿弥・元雅の作品とは対照的に、信光の作品はショー的要素、同時代でいう｢風流（ふりゅう）｣を多く取り入れた華やかな作品が多い。これは、応仁の乱を経験する信光の時代は、上流武家、公家のバックアップを受けていた世阿弥時代に比べて、そのような層の後援が減り、地方興行も多く、幽玄よりもスペクタクル性が求められたためといわれている。この芸風は息子長俊に受け継がれ、彼もまた能作者として活躍している。

### 代表作
- 船弁慶[1]
- 紅葉狩[1]
- 鐘巻（道成寺 の原型）[1]
- 遊行柳[1]
- 羅生門[1]
- 玉井[1]
- 大蛇[1]
- 九世戸[1]
- 胡蝶[1]
- 吉野夫人[1]
- 皇帝[1]
- 張良[1]
- 龍虎[1]

かつて「安宅」も信光の作と考えられていたが、現在は疑義が呈されている。